# Drouwenermond
Drouwenermond (52° 59′ N, 6° 54′ L) é uma cidade dos Países Baixos, na província de Drente. Drouwenermond pertence ao município de Borger-Odoorn, e está situada a 23 km, a norte de Emmen.
A área de Drouwenermond, que também inclui as partes periféricas da cidade, bem como a zona rural circundante, tem uma população estimada em 570 habitantes.